# تخطيط الظلال للصور الرقمية

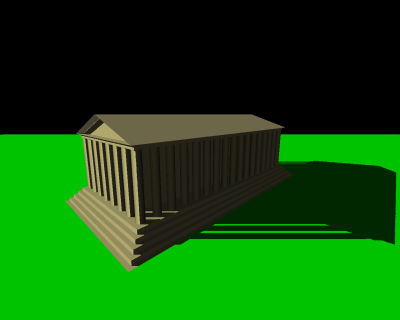
المشهد بعد تخطيط ظلال الصورة الرقمية

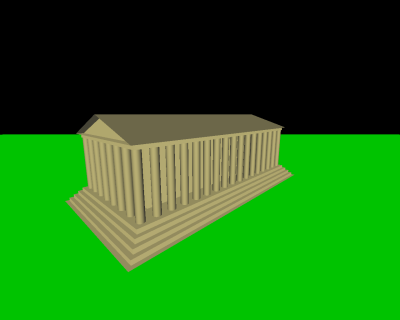
المشهد بدون تخطيط ظلال الصورة الرقمية

يعد تخطيط الظل أو إسقاط التظليل عملية تتم من خلالها إضافة الظلال إلى رسومات الكمبيوتر ثلاثية الأبعاد. تم تقديم هذا المفهوم من قبل لانس ويليامز في عام 1978 م، في ورقة بعنوان «صب الظلال المنحنية على الأسطح المنحنية». منذ ذلك الحين، تم استخدامه في كل من المشاهد المعدة مسبقاً والواقعية في العديد من ألعاب وحدة التحكم وأجهزة الكمبيوتر. يتم إنشاء الظلال عن طريق اختبار ما إذا كانت البكسل مرئية من مصدر الضوء، بمقارنة البكسل مع المخزن المؤقت z أو صورة عمق عرض مصدر الضوء، المخزنة في شكل مادة.

## مبدأ الظل وتخطيط الظل
إذا نظرت من مصدر ضوء ، ستظهر جميع الأشياء التي يمكنك رؤيتها في الضوء. ومع ذلك ، فإن أي شيء وراء هذه الأشياء سيكون في الظل. هذا هو المبدأ الأساسي المستخدم لإنشاء خريطة الظل. يتم تقديم عرض الضوء، وتخزين عمق كل سطح يراه (خريطة الظل). بعد ذلك، يتم تقديم المشهد العادي بمقارنة عمق كل نقطة مرسومة (كما لو كان الضوء يراها الضوء، وليس العين) إلى خريطة العمق هذه.
هذه التقنية أقل دقة من أحجام الظل، ولكن يمكن أن تكون خريطة الظل بديلاً أسرع اعتمادًا على مقدار وقت التعبئة المطلوب لأي من التقنيتين في تطبيق معين، وبالتالي قد تكون أكثر ملاءمة للتطبيقات في الوقت الفعلي. بالإضافة إلى ذلك، لا تتطلب خرائط الظل استخدام مخزن مؤقت إضافي للاستنسل، ويمكن تعديلها لإنتاج ظلال بحافة ناعمة. على عكس أحجام الظل، فإن دقة خريطة الظل محدودة بدقتها.

## خطوات الرسم
يتضمن عرض مشهد مظلل خطوتين رئيسيتين للرسم. الأول ينتج خريطة الظل نفسها ، والثاني يطبقها على المشهد. اعتمادًا على التنفيذ (وعدد الأضواء) ، قد يتطلب هذا مرتين رسم أو أكثر.

### إنشاء تخطيط الظل
الخطوة الأولى تجعل المشهد من وجهة نظر الضوء. بالنسبة لمصدر ضوء نقطي ، يجب أن يكون العرض عبارة عن إسقاط منظور واسع مثل زاوية التأثير المطلوبة (سيكون نوعًا من الأضواء المربعة). للضوء الموجه (على سبيل المثال ، من الشمس) ، يجب استخدام إسقاط العامودي.
يتم استخراج المخزن المؤقت للعمق وحفظه. نظرًا لأن معلومات العمق ذات الصلة فقط ، فمن الشائع تجنب تحديث مخازن الألوان وتعطيل جميع حسابات الإضاءة والملمس لهذا العرض ، من أجل توفير وقت الرسم. غالبًا ما يتم تخزين خريطة العمق هذه كمادة في ذاكرة الرسومات. يجب تحديث خريطة العمق هذه في أي وقت عندما تكون هناك تغييرات في الضوء أو الأجسام في المشهد ، ولكن يمكن إعادة استخدامها في مواقف أخرى ، مثل الحالات التي تتحرك فيها كاميرا العرض فقط. (في حالة وجود أضواء متعددة ، يجب استخدام خريطة عمق منفصلة لكل ضوء.) في العديد من عمليات التنفيذ ، من العملي عرض مجموعة فرعية فقط من الأجسام في المشهد على خريطة الظل لتوفير بعض الوقت الذي تستغرقه إعادة رسم الخريطة. أيضًا ، يمكن تطبيق إزاحة العمق التي تحول الأشياء بعيدًا عن الضوء على عرض خريطة الظل في محاولة لحل مشاكل التركيب حيث تكون قيمة خريطة العمق قريبة من عمق السطح الذي يتم رسمه (على سبيل المثال ، سطح صب الظل ) في الخطوة التالية. بدلاً من ذلك ، يتم في بعض الأحيان إعدام الوجوه الأمامية وعرض الجزء الخلفي من الأجسام على خريطة الظل فقط للحصول على نتيجة مشابهة.

#### تظليل المشهد
الخطوة الثانية هي رسم المشهد من وجهة نظر الكاميرا المعتادة ، وتطبيق خريطة الظل. تحتوي هذه العملية على ثلاثة مكونات رئيسية ، الأول هو العثور على إحداثيات المجسم كما هو موضح من الضوء ، والثاني هو الاختبار الذي يقارن التنسيق مع خريطة العمق ، وأخيرًا ، بمجرد إنجازه ، يجب رسم المجسم إما في الظل أو في الضوء.

## تطبيقات تخطيط الظلال في الوقت الحالي
أحد العيوب الرئيسية لرسم خرائط الظل في الوقت الحقيقي هو أن حجم وعمق خريطة الظل يحدد جودة الظلال النهائية. عادة ما يكون هذا مرئيًا على أنه خلل في التعرجات أو استمرارية الظل. طريقة بسيطة للتغلب على هذا القيد هي زيادة حجم خريطة الظل ، ولكن بسبب قيود الذاكرة أو الحوسبة أو الأجهزة ، فإنه ليس من الممكن دائمًا. تم تطوير تقنيات شائعة الاستخدام لرسم خرائط الظل في الوقت الفعلي للتحايل على هذا القيد. يتضمن ذلك خرائط الظل المتتالية، خرائط الظل شبه المنحرفة، خرائط الظل المنظورة لمساحة الضوء ، أو خرائط الظل الموازي المقسمة.